# Blas Calzada Terrados
Blas Calzada Terrados (Valladolid, 8 de juny de 1937 - Madrid, 18 de febrer de 2018) fou un advocat i economista espanyol que exercí de president de l'Institut Nacional d'Estadística entre 1977 i 1979, així com de president de la Comissió Nacional del Mercat de Valors entre 2001 i 2004.

## Biografia
Va estudiar en l'Institut Zorrilla de Valladolid, es va llicenciar en Ciències Econòmiques i va començar a estudiar Ciències Polítiques a la Universitat de Valladolid. Va estudiar dos anys en París: economia marxista i en el segon any Tècniques de Planificació i Comptabilitat Nacional a través d'una beca del Ministeri de Finances francès va estar en centre d'assistència a funcionaris estrangers (ASTEF).
Va ser contractat per l'Institut Nacional d'Estadística (INE) per redactar l'Informe Tècnic de Rendes. Més tard va aprovar les oposicions al recentment creat Servei d'Estudis del Banc d'Espanya on va romandre tres anys, després de la qual cosa va treballar durant set anys com a assessor i executiu en diferents empreses, principalment del sector de l'alimentació. Va ser un dels fundadors de la revista d'economia Cambio 16.
Va ser Director General de l'INE entre 1977 i 1979, període en el va participar en la redacció del pla econòmic dels Pactes de la Moncloa. Després d'aquest període va ser contractat per la Junta Sindical de la Borsa de Madrid com a Director del Servei d'Estudis Econòmics i posteriorment va ser nomenat President de la Comissió Nacional del Mercat de Valors (CNMV) entre el 22 de setembre de 2001 i el 6 d'octubre de 2004.
Més tard va ocupar la presidència del Comitè Assessor Tècnic de l'IBEX (CAT) i president del Parc d'Innovació La Salle.